# Hombre de Tepexpan
El Hombre de Tepexpan es un esqueleto de  era precolombina, descubierto por el arqueólogo Helmut de Terra en febrero de 1947, a orillas del antiguo lago de Texcoco en el centro de México. El esqueleto fue encontrado cerca de restos de mamuts y se cree que tiene al menos 4000 años. Fue aclamado con fantasía por la revista Time como el soldado mexicano de mayor edad. El esqueleto fue encontrado boca abajo con los brazos debajo del pecho y las piernas estiradas hacia el estómago. Lo más probable es que el cuerpo se haya hundido en el lodo que lo rodeaba, dejando expuestos sus hombros, la espalda y las caderas, lo que podría explicar por qué faltan esos elementos. Es posible que el cuerpo haya sido depositado originalmente en el lago.

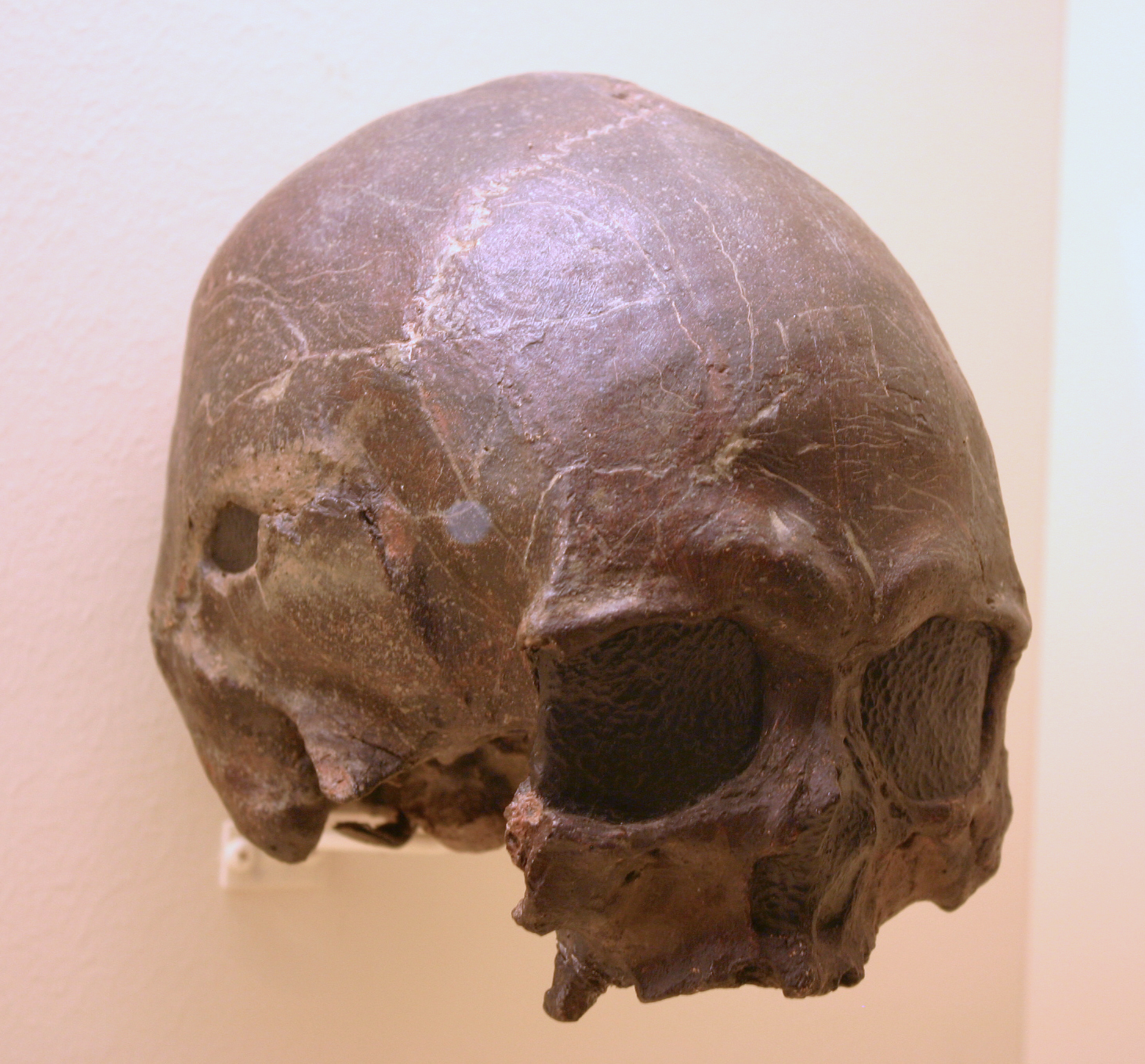
Tepexpan 1. Réplica.

## Análisis

### Antigüedad
Los depósitos aluviales cubiertos por capas de carbonato de calcio, sedimentos lacustres y depósitos recientes permiten datar el sitio donde se encontró al Hombre de Tepexpan hace unos 8000 a 10 000 años. Las excavaciones revelaron los restos de cinco mamuts que se encontraron cerca del esqueleto y se asociaron con escamas de obsidiana. Por lo tanto, originalmente se creía que el Hombre de Tepexpan databa de hace unos 10 000 años. Sin embargo, años más tarde, los investigadores revisaron el esqueleto y dataron los restos utilizando métodos de radiocarbono. Luego se descubrió que tenía más de 2000 años. La Doctora Silvia González, profesora de geoarqueología en la Universidad John Moore de Liverpool, utilizó el análisis de isótopos de uranio para fechar el esqueleto. Los resultados mostraron que el Hombre de Tepexpan tenía 4700 años. Sostiene que la contaminación de los restos provocó que las fechas de radiocarbono oscurecieran. Otros críticos han afirmado que el Hombre de Tepexpan fue una intrusión en el sentido de que fue enterrado en una fecha posterior, pero excavado en materiales del Pleistoceno.
Un análisis del Hombre de Tepexpan que se publicó en la edición de 1947 del Science Newsletter afirma que el individuo tenía al menos 40 años en el momento de su muerte. Esto fue determinado por "costuras unidas en el cráneo" (refiriéndose a las suturas) y epífisis fusionadas en huesos largos.

### Sexo
En su informe preliminar, Helmut de Terra afirma que "Los otros huesos, junto con el cráneo, indican que la persona era de sexo masculino".
En un análisis posterior del ADN contenido en el hueso esponjoso, se aplicaron dos Diagnóstico molecular. Ambas encontraron cromosomas XX, asociados con el sexo femenino.

### Traumatismos
El Hombre de Tepexpan presenta una fractura curada en el cúbito derecho. De Terra planteó la hipótesis de que debido a su fractura y la proximidad a los fósiles de mamut, el Hombre de Tepexpan pudo haber sido un cazador que fue asesinado por sus compañeros o herido de muerte mientras cazaba. El Science Newsletter afirma que el individuo sufría de rigidez en el cuello debido a los muchos depósitos calcáreos en las vértebras cervicales. Esto significa que lo más probable es que el Hombre de Tepexpan sufriera de artritis.

### Evaluación del cráneo
El Science Newsletter describió al Hombre de Tepexpan en su edición de 1947. Describía  como "un cráneo de paredes delgadas y abovedados" que contenía "un cerebro del mismo tamaño que los de los indios actuales". Los escritores describieron una línea de la mandíbula "sólidamente construida" y unas cejas "prominentes", así como una "barbilla muy prominente" que lo separaría de los primeros neandertales. Al Hombre de Tepexpan solo le quedaban tres dientes en la mandíbula superior. En su mandíbula inferior, todos los molares habían desaparecido antes de su muerte. Esto se evidenció al curar y suavizar las cavidades alveolares en la mandíbula. Lo que quedó en la mandíbula incluyó incisivos, "colmillos" y premolares que estaban desgastados pero que aún estaban en buenas condiciones.

## Ambiente del lago de Texcoco
La Doctora González también reconstruyó el ambiente del Lago de Texcoco en la época del Hombre de Tepexpan mediante el análisis de sedimentos y fósiles del área. La Doctora González y su equipo analizaron arena, arcilla y ceniza volcánica, así como fósiles de diatomeas (algas microscópicas) y ostrácodos (una forma de crustáceo pequeño). Cuando el Hombre de Tepexpan estaba vivo, el lago era muy profundo, lleno de peces y rodeado de árboles. El entorno que rodea al Lago de Texcoco experimentó cambios importantes durante los últimos 20000 años, incluidas varias erupciones volcánicas, cambios en los niveles del agua y numerosos tipos de vegetación. Estos cambios ambientales afectaron claramente a las poblaciones que viven en el área. Hoy, el Lago de Texcoco está casi seco. Se encuentra en las afueras al noreste de la Ciudad de México.
Las fechas de radiocarbono AMS asociadas con la sucesión sedimentaria en Tepexpan muestran edades entre 19110±90 y 612±2214C años AP. Las nuevas series de uranio fechan el esqueleto en 4700±200 años AP, lo que indicaría una edad del Holoceno. La sucesión sedimentaria se estudió mediante análisis de isótopos, diatomeas, geoquímica orgánica y tefrocronología. Estas líneas de evidencia sugieren que hubo grandes cambios alrededor del Lago de Texcoco en términos del equilibrio entre plantas acuáticas y terrestres, plantas C3 y C4, condiciones salinas, alcalinas y de agua dulce, actividad volcánica, reelaboración de sedimentos lacustres e insumos de la cuenca de drenaje a lo largo del Pleistoceno tardío y del Holoceno tardío. Estos cambios también tuvieron grandes efectos en las poblaciones humanas prehistóricas que vivían alrededor del lago en este momento.